# Нямата от Портичи
„Нямата от Портичи“ (на френски: La muette de Portici) е опера на френския композитор Даниел Обер по либрето на Жермен Дьолавин, преработено от Йожен Скриб, поставена за пръв път на 29 февруари 1828 в Парижката опера.
Сюжетът е базиран на историческо събитие – народният бунт на Мазаниело срещу испанската власт в Неапол в средата на XVII век. „Нямата от Портичи“ е смятана за първата опера в жанра голяма опера, характеризиращ се с голяма продължителност, пищна сценография, множество персонажи и голям оркестър. Нейният либерален дух отразява настроенията в навечерието на Юлската революция, а постановка на операта през лятото на 1830 година в Брюксел се превръща в началото на Белгийската революция.